# Thierry Garcia
Pour les articles homonymes, voir García.
Thierry Garcia est un imitateur français, né à Béziers.

## Carrière

### Débuts
Thierry Garcia commence sa carrière dans les cabarets parisiens[Où ?] où il imite des personnalités comme Jean-Luc Reichmann, Christophe Willem, Doc Gynéco ou Shirley et Dino. Il peut aussi imiter Emmanuel Macron, Didier Deschamps, Omar Sy et Nikos Aliagas.
Thierry Garcia est membre de l'Académie Alphonse Allais.

### Apparitions audiovisuelles

#### DeGraines de StarauxGrands du Rire
Après avoir gagné Graines de star sur M6, Thierry Garcia apparaît souvent sur France 3, C 8, Rire et Chansons ou encore sur des chaines locales dans le sud de la France. Il apparaît souvent dans Les Grands du Rire sur France 3. C'est d'ailleurs au cours de cette émission qu'il est repéré par son présentateur Yves Lecoq.

#### Les Guignols de l'Info
Yves Lecoq lui propose alors d'entrer dans l'équipe des Guignols de l'Info aux côtés de Sandrine Alexi, Daniel Herzog et Nicolas Canteloup.
En juillet 1995, il intègre l’équipe des Guignols de l'Info. C’est lui qui prête sa voix entre autres à François Hollande, François Bayrou, Stromae, Bernard Laporte, ou Pierre Gattaz.
Invité régulier des Années bonheur de Patrick Sébastien, il est cette année-là un des pensionnaires permanents de Vivement dimanche prochain présentée par Michel Drucker. 

### Radio
Thierry Garcia travaille pour Fréquence Plus depuis 2007 dans les Experts de l'actu.
Il est tous les jours sur France Bleu dans l'émission France Bleu Midi Ensemble présentée par Daniela Lumbroso. À 12h40, durant sa chronique Allo les stars, il imite des personnalités en simulant des appels pour les invités de l'émission.

### Spectacles
En 2023, il se produit au Théâtre des Deux Ânes avec d'autres artistes dans le cadre du spectacle Absolutely Incorrect.